# Cigher
El Cigher es un afluente izquierdo del río Crișul Alb en Rumania. Desemboca en Crișul Alb en Sintea Mică, cerca de Zărand. Su longitud es de 56 km y el tamaño de su cuenca es de 856 km². La presa de Tauț se encuentra en el Cigher.

## Afluentes
Los siguientes ríos son afluentes del río Cigher:
- Izquierda: Chilodia, Pustaciu, Nadăș, Timercea, Dudița, Valea Mare, Sodom
- Derecha: Minişel, Miniş